# Colonização do Cinturão de asteroides
No âmbito da pesquisa espacial a Colonização dos asteroides refere-se às possibilidade estudadas por cientistas de colonizar asteroides.
Os asteroides tem sido sugeridos como possíveis locais para a colonização humana. Essa ideia é popular na ficção científica. A mineração de asteroides, um processo industrial em que são extraídos materiais valiosos (especialmente metais do grupo da platina) desses astros, exige que uma tripulação permaneça no asteroide alvo para ser automatizada.

## Vantagens
- A baixa gravidade simplifica o uso de tecnologias de construção (tais como gruas) e reduz os requisitos de resistência estrutural.
- Grande número de possíveis locais apropriados para a colonização (existem mais de 300 mil asteroides identificados até o momento).
- A composição química dos asteroides varia, fornecendo uma variedade de materiais utilizáveis na construção e abastecendo habitats e veículos espaciais.
- Alguns asteroides são mais fáceis de alcançar, pois, partindo-se da Terra ou da Lua, se requer menos energia para alcançá-los.
- Materiais extraídos de asteroides poderiam ser uma base para uma economia comercial.
- Baixa gravidade facilita significativamente o transporte de cargas para os asteroides.

## Referencias
- David Gump, Space Enterprise: Beyond NASA, Praeger Publishers, 1990, ISBN 0-275-93314-8.
- Mining the Sky: Untold Riches from the Asteroids, Comets, and Planets
- The Technical and Economic Feasibility of Mining the Near-Earth Asteroids, M. J. Sonter.
- «Mining Asteroids». Consultado em 9 de dezembro de 2010. Arquivado do original em 5 de fevereiro de 2005, IEEE Spectrum, August 2001.